# Jean King
Jean Sadako McKillop King, född 6 december 1925 i Honolulu, död 24 november 2013 i Honolulu, var en amerikansk demokratisk politiker. Hon var Hawaiis viceguvernör 1978–1982. Hon var den första kvinnan på denna post.
Hon studerade vid University of Hawaii och New York University.